# Julija Gennadjewna Tabakowa
Julija Gennadjewna Tabakowa (russisch Юлия Геннадьевна Табакова, engl. Transkription Yuliya Tabakova; * 1. Mai 1980 in Kaluga) ist eine russische Sprinterin.
2004 wurde sie beim 60-Meter-Lauf der Hallenweltmeisterschaften 2004 Sechste. Bei den Olympischen Spielen in Athen schied sie über 100 Meter im Halbfinale aus, gewann aber die Mannschafts-Silbermedaille im 4-mal-100-Meter-Staffellauf zusammen mit ihren Teamkolleginnen Olga Fjodorowa, Irina Chabarowa und Larissa Kruglowa.
Julija Tabakowa hat bei einer Größe von 1,67 m ein Wettkampfgewicht von 58 kg.

## Persönliche Bestzeiten
- 100 m: 11,10 s (2004)
- 200 m: 22,51 s (2004)